# Piercing pępka

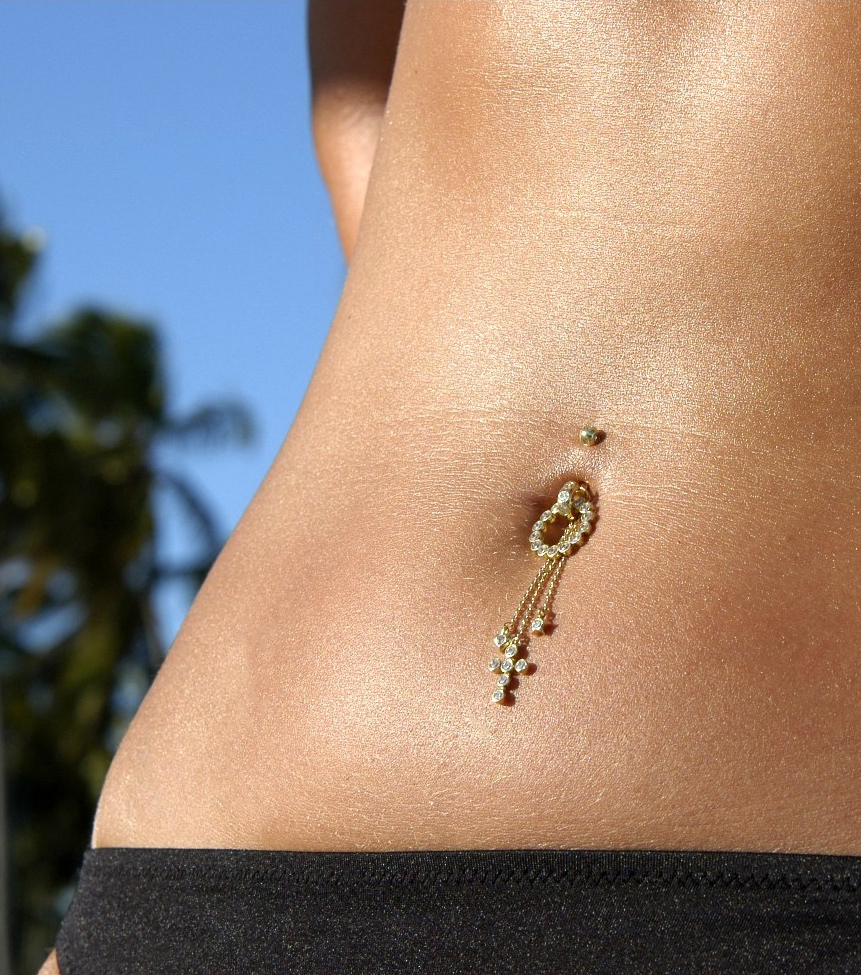
Kolczyk w pępku

Piercing pępka (ang. navel piercing) – rodzaj piercingu znajdujący się w okolicach pępka. Ten rodzaj piercingu jest częściej noszony przez kobiety niż przez mężczyzn. Wśród pasjonatów piercingu piercing pępka od lat cieszy się popularnością.
Kolczyk w pępku może być umiejscowiony w górnej jego części przechodząc przez skórę, choć może być też umiejscowiony na dole lub po bokach. Kolczyk w pępku goi się od 2–3 tygodni.